# Samšina
Obec Samšina se nachází v okrese Jičín, kraj Královéhradecký, zhruba 4,5 km východně od Sobotky a 8,5 km západně od Jičína. Na svém horním toku skrze ni protéká Žehrovka. Žije zde 264 obyvatel.

## Historie
První písemná zmínka o obci pochází z roku 1352.

## Pamětihodnosti
- Kostel svatého Václava
- Socha svatého Jana Nepomuckého na návsi
- Sloup se sochou Panny Marie
- Smírčí kříž
- Fara

## Části obce
- Samšina
- Betlem
- Drštěkryje
- Plhov
- Všeliby

Součástí obce jsou též osady Bicanka, Mackov a Šalanda.
V letech 1960–1990 k obci patřily i Ohařice.

## Galerie

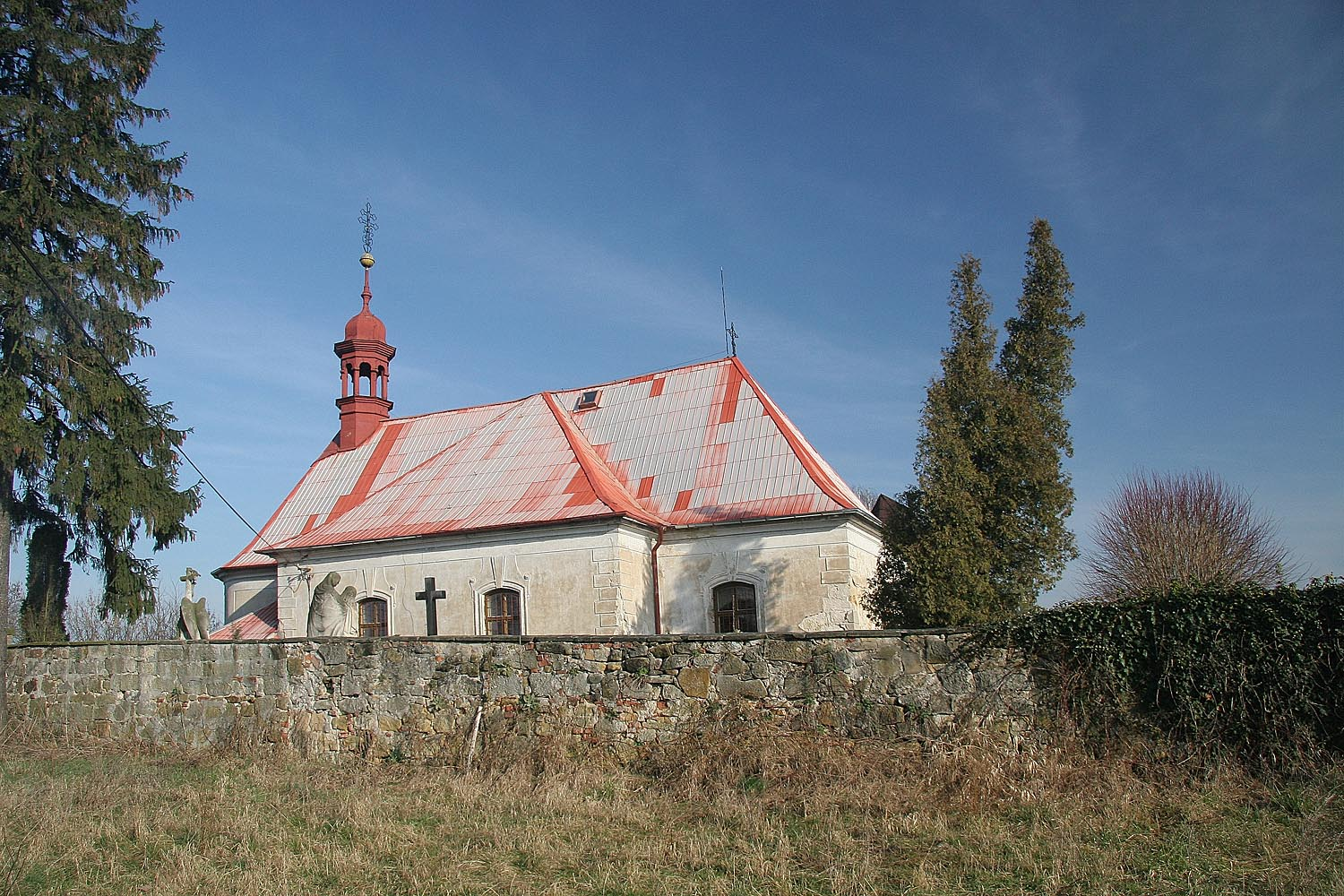
Kostel svatého Václava
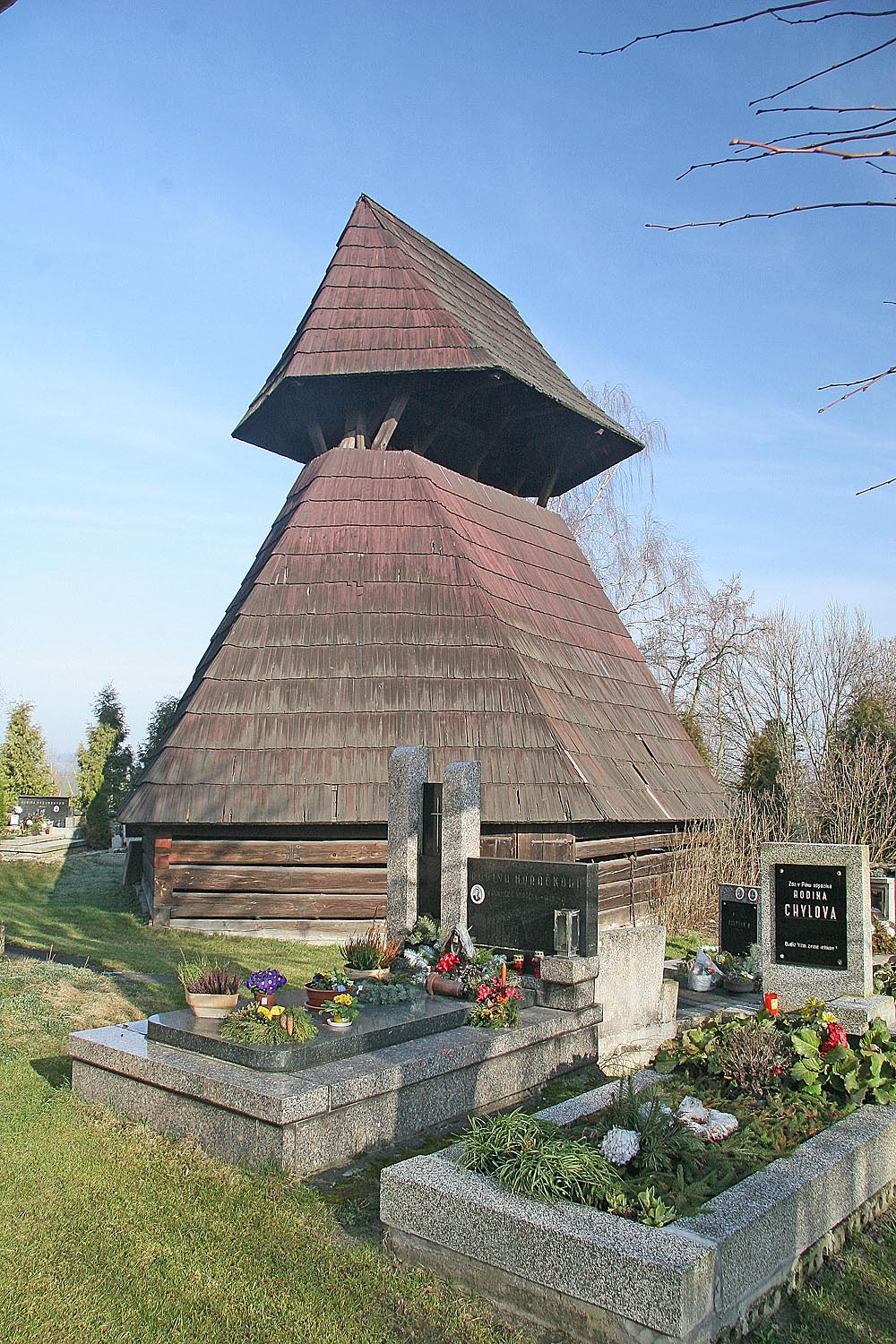
Dřevěná zvonice u kostela svatého Václava